# Schaumburg (Illinois)
Schaumburg es una villa ubicada en el condado de Cook en el estado estadounidense de Illinois. En el Censo de 2010 tenía una población de 74227 habitantes y una densidad poblacional de 1.482,55 personas por km².

## Geografía
Schaumburg se encuentra ubicada en las coordenadas 42°1′46″N 88°5′1″O / 42.02944, -88.08361. Según la Oficina del Censo de los Estados Unidos, Schaumburg tiene una superficie total de 50.07 km², de la cual 49.77 km² corresponden a tierra firme y (0.58%) 0.29 km² es agua.

## Demografía
Según el censo de 2010, había 74227 personas residiendo en Schaumburg. La densidad de población era de 1.482,55 hab./km². De los 74227 habitantes, Schaumburg estaba compuesto por el 70.43% blancos, el 4.21% eran afroamericanos, el 0.22% eran amerindios, el 19.85% eran asiáticos, el 0.03% eran isleños del Pacífico, el 2.83% eran de otras razas y el 2.43% pertenecían a dos o más razas. Del total de la población el 8.83% eran hispanos o latinos de cualquier raza.